# Juhö

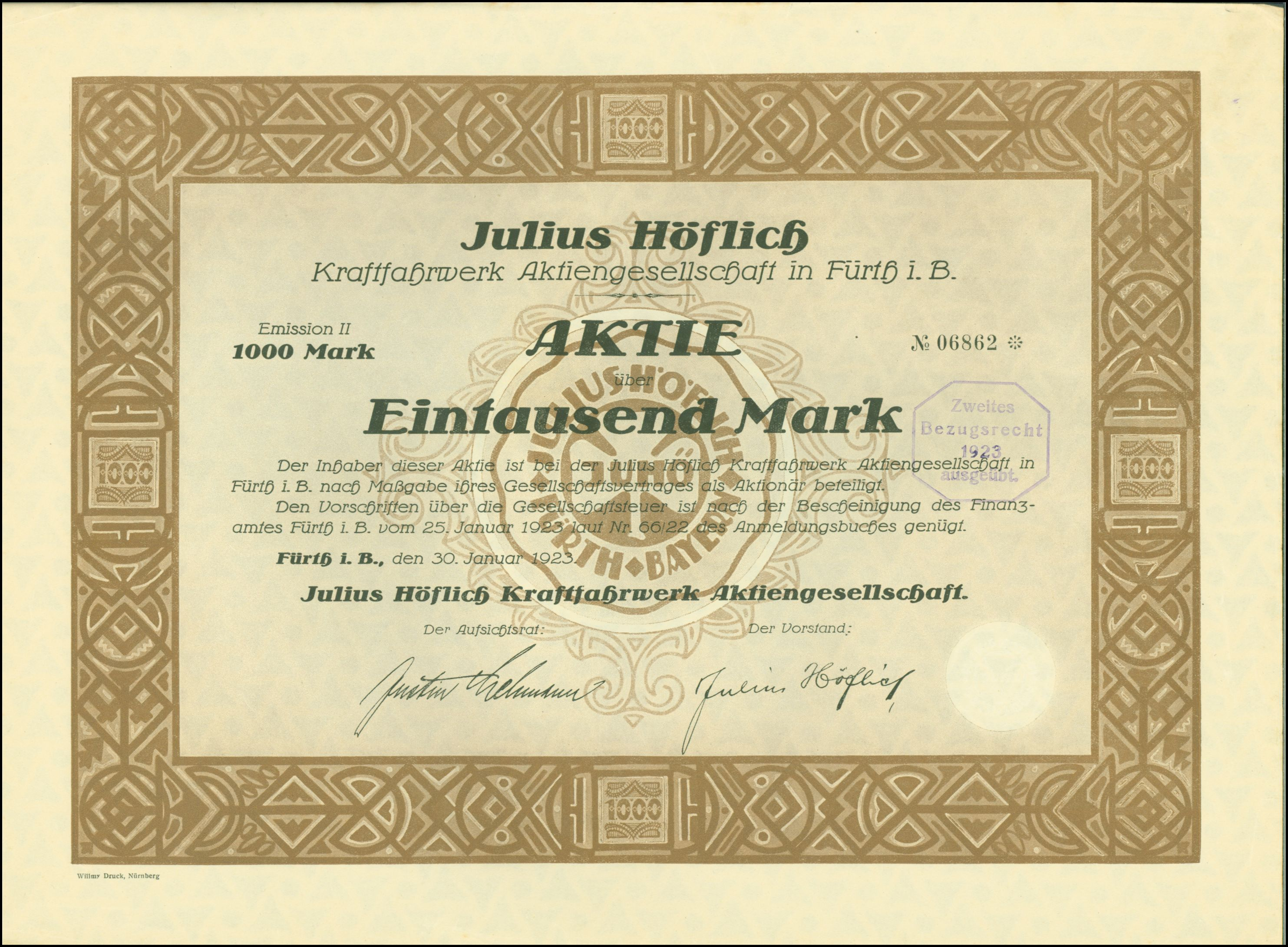
Aktie über 1000 Mark der Julius Höflich Kraftfahrwerk AG vom 30. Januar 1923

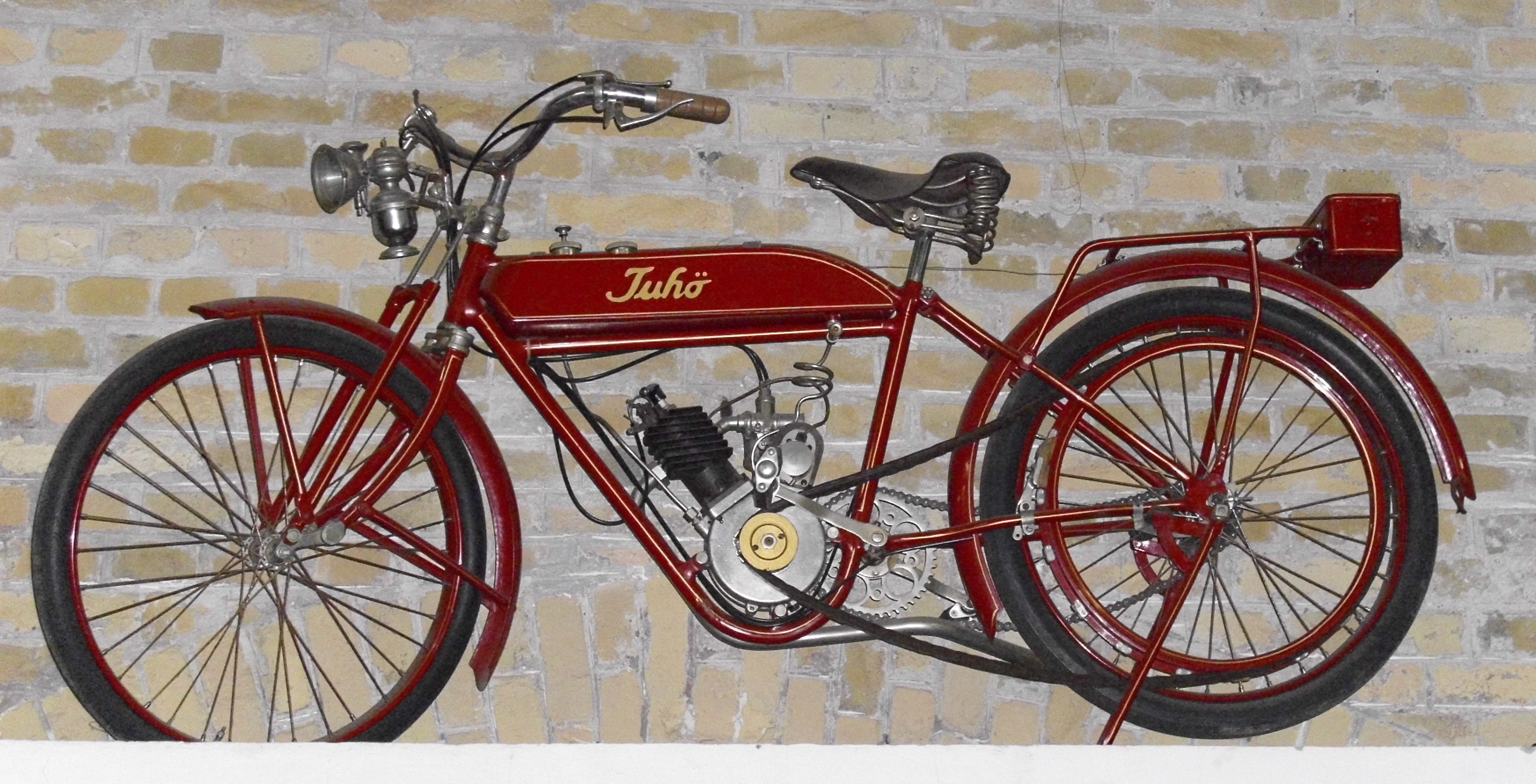
Juhö Motorrad

Juhö war der Name einer deutschen Motorrad- und Automobilmarke, die Julius Höflich in den Jahren 1922 bis 1925 in Fürth produzierte.
Bei den Motorrädern gab es ein Zweitaktmodell mit 3,5 PS Leistung und ein seitengesteuertes Viertaktmodell mit 194 cm³ Hubraum und 2 PS Leistung. Die Motoren waren in einen einfachen Schleifenrohrrahmen mit Einstecktank eingebaut. Die Gabelkonstruktion war der Victoria K.R. I nachempfunden, die Kraftübertragung lief über ein Zweiganggetriebe mit Kickstarter  und einen Riemenantrieb zum Hinterrad. Verzögert wurde die Geschwindigkeit mittels Klotzbremse an der Riemenfelge im Hinterrad. Eine Trommelbremse im Vorderrad wurde erst später eingebaut.
Außerdem wurde im Jahre 1922 ein Automobil produziert. Das Modell 2/4 PS war ein zweisitziger Kleinwagen, der mit einem Einzylinder-Zweitaktmotor ausgestattet wurde. Die Produktionszahlen waren sehr gering.